# Erlenbach (Schwarzenlachenbach)
Der Erlenbach ist ein nicht ganz 3 km langer Bach beim Dorf Sulzdorf der Stadt Schwäbisch Hall im Landkreis Schwäbisch Hall im nordöstlichen Baden-Württemberg, der nach etwa nordöstlichem Lauf unterhalb der Kläranlage des Dorfes von rechts in den unteren Schwarzenlachenbach mündet.

## Geographie

### Verlauf
Der Erlenbach entsteht im Wald am Ostfuß des 504 m ü. NHN hohen Hehlbergs neben dem Wanderparkplatz an der K 2627 Obersontheim-Herlebach–Sulzdorf auf etwa 432 m ü. NHN auf einer flachen Geländeplattform aus einer nur intermittierend Wasser führenden Quelle.
Er fließt nordostwärts und tieft recht schnell sein Tal zwischen dem Heidelberg (430,9 m ü. NHN) rechts und einem linken Höhenausläufer ein, vor dessen schnellerem Endabfall ein Wasserreservoir auf der Höhe steht. Nach reichlich einem halben Kilometer verlässt er den Bergwald, dort quert ihn die genannte Kreisstraße, die ihm zuvor am rechten Hang nahe folgte.
Zunächst hält er sich rechts noch an die Waldgrenze des Heidelbergs, danach wird der in der Flur fließende Bach von einer Galerie aus hohen Erlen und Eschen begleitet. Reichlich einen Kilometer nach seinem Ursprung unterquert er die sogenannte Bühlertalstraße L 1060 auf ihrem Abschnitt zwischen Dörrenzimmern und Sulzdorf und biegt dann auf Nordlauf. In der ausgeräumten, zumeist beackerten  Flurlandschaft zwischen den beiden Orten ist seine Galerie dann bald das einzige gliedernde Element. Am Beginn des Nordlaufs quert ihn eine nichtöffentliche, die beiden Orte verbindende Straße und ein sehr kurzer Zulauf mündet von links. Der Bach zieht nun in einem schmalen Grünstreifen mit Weidegrund, jenseits dessen sich sehr große Äcker über die flachen Hänge der Sauhöhe  (384,8 m ü. NHN) links und vor allem der Zimmeräcker rechts breiten.
Am Ende dieses Abschnitts unterquert er in einem gemauerten Durchlass wenig östlich der Ortsgrenze von Sulzdorf die Bahnstrecke Heilbronn–Crailsheim, kurz vor dem am rechten Hang noch ein Wasserhäuschen steht. Jenseits der Bahn durchläuft der Bach der K 2602 Buch-Sulzdorf entlang ein kleines feuchtes Auwäldchen, an dessen Ende sein einziger größerer Zufluss Rautwiesenbach von links und Südwesten her zumündet.
Der Erlenbach fließt sodann nordwestwärts unter der Kreisstraße hindurch, unter dem Gebäude einer ehemaligen Tiermehlfabrik entlang, passiert den 0,1 ha großen einstigen Klärteich des Anwesens und schafft sich zuletzt eine kleine Muschelkalkklinge, an deren Ende er in je nach Wasserführung mehr oder weniger zahlreichen Bahnen über eine von ihm selbst abgelagerte Kalksinterplattform gleich nach der Sulzdorfer Kläranlage von rechts und auf rund auf 350 m ü. NHN dem unteren Schwarzenlachenbach zuläuft und -rinnt.
Der Erlenbach mündet nach einem 2,8 km langen Weg mit mittlerem Sohlgefälle von etwa 29 ‰ ungefähr 82 Höhenmeter unterhalb seines Ursprungs.

### Einzugsgebiet
Der Erlenbach hat ein etwa 1,8 km² großes Einzugsgebiet, dessen oberer Anteil bis zur Flurgrenze naturräumlich gesehen zum Unterraum Limpurger Berge der Schwäbisch-Fränkischen Waldberge gehört, der Rest zum Naturraum Hohenloher und Haller Ebene, hier überwiegend zu dessen Unterraum Vellberger Bucht und nur mit dem kleinen Zwickel unterhalb der Kreisstraße Buch–Sulzdorf und links des Unterlaufs zu dessen Unterraum Haller Ebene. Am höchsten darin liegt der Flächenanteil am bis 504 m ü. NHN erreichenden Hehlberg-Hochplateau.
Die höchste mesozoische Schicht im Einzugsgebiet ist der Kieselsandstein (Hassberge-Formation) auf dieser kleinen Hochfläche, unter der am Hang schnell die Schichten Untere Bunte Mergel (Steigerwald-Formation) und Schilfsandstein (Stuttgart-Formation) aufeinander folgen. Der Bach entspringt noch darunter schon im Gipskeuper (Grabfeld-Formation), der den überwiegenden Teil des Einzugsgebietes bedeckt und erst jenseits der L 1060 vom Lettenkeuper (Erfurt-Formation) anfangs erst nur in den beiden flachen Talmulden abgelöst wird. Erst auf den letzten etwa hundert Metern des Tales erreicht der Bach am Grund den Oberen Muschelkalk.
An der nordwestlichen Wasserscheide von diesem bis zur Mündung konkurrieren erst der östlichste Oberlauf Hehlbergbach des Schwarzenlachenbachs, dann und auf dem längeren Teil dieser selbst. An der Südostseite läuft in selber Richtung wie der Erlenbach der Hirtenbach durch Dörrenzimmern zur Bühler, die er wenig oberhalb der Mündung des Schwarzenlachenbachs in sie erreicht.
Das ganze Gebiet gehört zur Sulzdorfer Stadtteilgemarkung. Besiedlung bzw. Bebauung gibt es nur am Nordwestrand links des Rautwiesenbachs in Gestalt der Gewerbezone um den Sulzdorfer Herdweg (K 2627), des neueren Viertels um die Straße Kreßwiesen und schließlich mit dem Anwesen der Tierkörperbeseitigungsanstalt links des Erlenbach-Unterlaufs.

### Zuflüsse und Seen
- Rautwiesenbach, von links und zuletzt Südwesten auf unter 367,5 m ü. NHN[LUBW 4] an der K 2602 Buch-Sulzdorf, 0,7 km[LUBW 2] und ca. 0,4 km².[LUBW 3] Entspringt auf etwa 383 m ü. NHN[LUBW 1] einem Quelltopf inmitten einer krautigen flachen Senke wenig östlich der Reitanlagen an der Herdstraße.
- Passiert den ehemaligen Klärteich der Tiermehlfabrik links des Unterlaufs auf etwa 365 m ü. NHN[LUBW 1], 0,1 ha.[LUBW 5]

## Natur und Schutzgebiete
Der Erlenbach ist auf dem größten Teil seines Weges ein recht naturnaher Bach. Er beginnt seinen Lauf als eine kleine, nur zeitweise wasserführende Rinne auf natürlichem Podest. Im unteren Teil seiner Ursprungsklinge mäandriert er dann schon in einer breiteren Mulde. Nach dem Waldaustritt begleiten den zunächst grabenartigen, 30–40 cm breiten Bachlauf hohe Erlen und Eschen. Im Bereich der Landesstraßenquerung  zeigt er geraderen Verlauf; hier liegen beidseits des Baches einige Nasswiesen und höher am Hang Magerrasenflächen, teils begrenzt von Feldhecken.
Weiter abwärts, mit dem Beginn des Nordlaufs, zeigt sich die umgebende Landschaft seit der Flurbereinigung großflächig ausgeräumt, jedoch läuft der Bach in einem bis zu hundert Meter breiten, teils beweideten Grünstreifen, in dem er sich in kleinen Mäandern schlingt und weiter lückenlos von einer Baumgalerie begleitet ist. Der Bach ist hier ein bis anderthalb Meter eingetieft und hat ein etwa meterbreites, sandiges Bett. Nach der Bahnquerung weitet sich das Begleitgehölz zu einem kleinen Auwäldchen, das mit dem des zumündenden Rautwiesenbachs auf dieser Bahnseite zusammenhängt. Mittlerweile ist die zwischen den Äckern vor der Bahnunterquerung noch recht flache Bachmulde zu einem Sohlenkerbtal eingetieft, und nachdem das Gewässer das Gelände um die ehemalige Tiermehlfabrik und den dortigen einstigen Klärteich passiert hat, begleitet wieder ein schmaler Auwaldstreifen aus alten Erlen und Eschen das Gewässer. Abschnittsweise teilt es sich dort und fällt über kleine Stufen im  schon von Sinterablagerungen geprägten, bis zwei Meter breiten und wenig eingetieften Bett.
Auf den letzten zweihundert Metern wird das Tal zur waldbestandenen, engen Muschelkalkklinge. Nach einem Abschnitt mit vernässtem Ufer durchläuft der Bach ein Privatgrundstück und tritt dann in die Talklinge des unteren Schwarzenlachenbachs über. Hier läuft er über eine Sinterbank in wechselnden Bahnen bis zum nahen Vorfluter, in den er an manchen Stellen vorhangartig abtropft.
Naturdenkmale im Einzugsgebiet sind der Quelltopf des zulaufenden Rautwiesenbachs und eine Magerrasenfläche auf der oberen Dörrenzimmerner Hangseite des Erlenbachs selbst.
Die offene Flur zwischen der Waldgrenze und der L 1060 liegt im Landschaftsschutzgebiet Nordteil der Limpurger Berge mit Abhängen und Geländeteilen zwischen Hessental und Sulzdorf, das hier gegen die Straße und den Heidelberg östlich auskeilt. Die Talmulde des Erlenbachs und auch die des zulaufenden Rautwiesenbachs jeweils abwärts der Bahnlinie liegt im Landschaftsschutzgebiet Bühlertal zwischen Vellberg und Geislingen mit Nebentälern und angrenzenden Gebieten.

### LUBW
Amtliche Online-Gewässerkarte mit passendem Ausschnitt und den hier benutzten Layern: Lauf und Einzugsgebiet des Erlenbachs

Allgemeiner Einstieg ohne Voreinstellungen und Layer: Daten- und Kartendienst der Landesanstalt für Umwelt Baden-Württemberg (LUBW) (Hinweise)
1. 1 2 3 4 5  Höhe nach dem Höhenlinienbild auf dem Hintergrundlayer Topographische Karte.
2. 1 2  Länge nach dem Layer Gewässernetz (AWGN).
3. 1 2  Einzugsgebiet abgemessen auf dem Hintergrundlayer Topographische Karte.
4. 1 2  Höhe nach schwarzer Beschriftung auf dem Hintergrundlayer Topographische Karte.
5. ↑  Seefläche nach dem Layer Stehende Gewässer.
6. ↑  Schutzgebiete nach den einschlägigen Layern, Natur teilweise nach dem Layer Biotop.

### Andere Belege
1. ↑  Wolf-Dieter Sick: Geographische Landesaufnahme: Die naturräumlichen Einheiten auf Blatt 162 Rothenburg o. d. Tauber. Bundesanstalt für Landeskunde, Bad Godesberg 1962. → Online-Karte (PDF; 4,7 MB)
2. ↑  Geologie nach den Layern zu Geologische Karte 1:50.000 auf: Mapserver des Landesamtes für Geologie, Rohstoffe und Bergbau (LGRB) (Hinweise). Ein ähnliches Bild bietet die unter → Literatur aufgeführte geologische Karte, die allerdings nicht das ganze Gebiet abdeckt.